# Lowell North
Lowell Orton North (* 2. Dezember 1929 in Springfield, Massachusetts; † 2. Juni 2019 in Point Loma, Kalifornien) war ein US-amerikanischer Ingenieur, Geschäftsmann und Olympiasieger im Segeln. North gründete zudem die Segelmacherei North Sails.

## Leben und North Sails
Lowell North studierte an der Universität von Kalifornien in Berkeley Ingenieurwissenschaften. Nach Abschluss des Studiums gründete er 1957 in der Küstenstadt San Diego die Firma North Sails in einem Raum, der nicht größer als ein Wohnzimmer war, „aber groß genug, um ein Star-Boot-Großsegel herzustellen“, wie Lowell North erzählte. North Sails entwickelte sich zur heute weltweit führenden Segelmacherei. Bei der Firmentwicklung halfen Lowell North die vielfältigen internationalen Kontakte, die er als Skipper gewonnen hatte. So lernte er beispielsweise Hans Beilken, von der Segelmacherei Beilken aus dem niedersächsischen Lemwerder, auf dessen Segelreise an Bord der Germania-Yachten von Alfried Krupp von Bohlen und Halbach in die USA kennen.

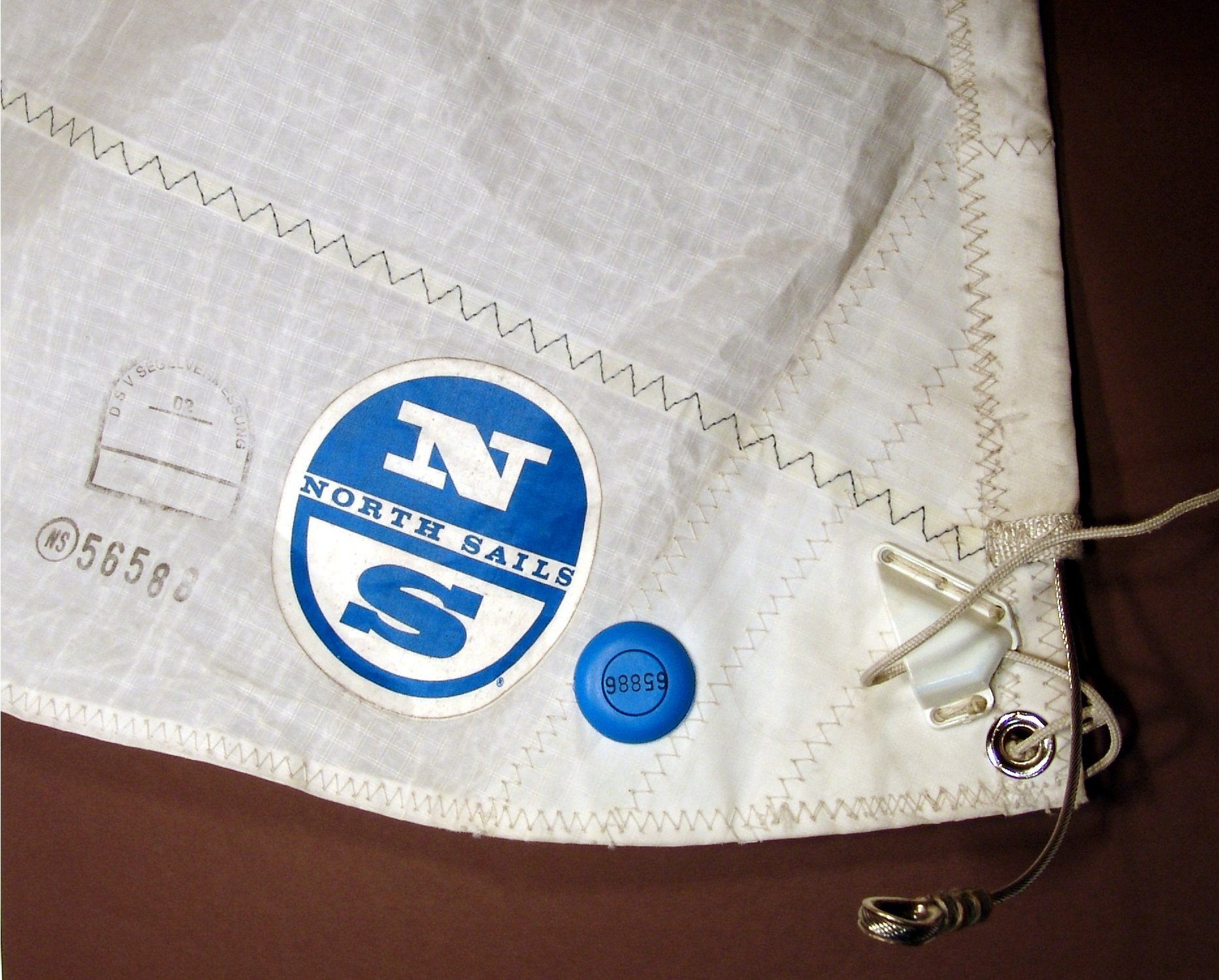
Hals eines Vorsegels mit dem Emblem von North Sails

Firmenlogo

North Sails verfügt heute über 63 Hauptbüros und 56 Service- und Vertriebsstationen in 29 Ländern. Dabei ist North Sails insbesondere führend im Segeldesign und in der Ausstattung der olympischen Bootsklassen. Zudem gehörten viele Teams des America’s Cup zu den Kunden der Firma. Um die große Nachfrage nach 3DL-High-Tec-Membransegeln zu befriedigen, betreibt North Sails eine 78.000 Quadratmeter umfassende 3DL-Produktionsstätte in Minden, Nevada. Mit der Vergabe der Fertigungslizenzen für Windsurf-Segel (1981) und Kites (2001) erreichte die Marke North Sails auch in anderen Wassersportarten einen enormen Verbreitungs- und Bekanntheitsgrad. Diese Produkte werden seit 2019 unter dem Markennamen Duotone weitergeführt.

## Sportliche Erfolge

Olympische Starklasse

Gemeinsam mit Richard Deaver und Charles Rogers gewann Lowell North bei den Olympischen Sommerspielen 1964 in der Tokyo Bay die Bronzemedaille in der Drachenklasse. Bei den Spielen 1968 startete er in den Segelgewässern von Acapulco in der Starklasse und wurde mit seinem Segelpartner Peter Barrett, der von 1973 bis 1985 Vizepräsident von North Sails war, Olympiasieger.
Zu diesen olympischen Erfolgen gesellten sich fünf Gewinne der Segel-Weltmeisterschaften im Starboot. 1977 steuerte Lowell North die Yacht Enterprise von Sparkman & Stephens bei den Qualifikationsrennen zum America’s Cup, scheiterte aber.